# Sivan
Sivan (hebraico: סִיוָן, [padrão: sivan; tibério sîwān]; do acádio simānu, significando «estação, tempo») ou Sivã, é o nono mês do ano civil, e o terceiro mês do ano eclesiástico, no calendário hebraico. É um mês de primavera em Israel, de 30 dias. Sivan geralmente cai em maio-junho no calendário gregoriano.